# Layne Staley
Layne Thomas Staley (n. 22 august 1967 – d. 5 aprilie 2002) a fost un muzician american care a fost solistul și co-compozitor trupei de grunge Alice in Chains, pe care a fondat-o alături de chitaristul Jerry Cantrell în Seattle, Washington, în 1987. Trupa Alice in Chains a devenit faimoasă la nivel mondial, datorită mișcării grunge de la începutul anilor 1990. Trupa a devenit cunoscută pentru stilul vocal distinct al lui Staley, precum și pentru armoniile vocale dintre el și Cantrell. Staley a fost, de asemenea, membru al supergrup-urilor Mad Season și Class of '99. Până la jumătatea anului 1996, Staley a ieșit din centrul atenției publice și nu va mai avea să cânte live din nou. Staley a luptat pe tot parcursul vieții sale de adult cu depresie și o severă dependență de droguri, care au dus la moartea sa pe 5 aprilie 2002.